# Saint-Romain-en-Jarez
Saint-Romain-en-Jarez és un municipi francès situat al departament del Loira i a la regió d'Alvèrnia-Roine-Alps. L'any 2007 tenia 1.107 habitants.

## Demografia

### Població
El 2007 la població de fet de Saint-Romain-en-Jarez era de 1.107 persones. Hi havia 414 famílies de les quals 99 eren unipersonals (66 homes vivint sols i 33 dones vivint soles), 123 parelles sense fills, 176 parelles amb fills i 16 famílies monoparentals amb fills.
La població ha evolucionat segons el següent gràfic:
Habitants censats

### Habitatges
El 2007 hi havia 440 habitatges, 414 eren l'habitatge principal de la família, 14 eren segones residències i 11 estaven desocupats. 390 eren cases i 49 eren apartaments. Dels 414 habitatges principals, 321 estaven ocupats pels seus propietaris, 74 estaven llogats i ocupats pels llogaters i 19 estaven cedits a títol gratuït; 1 tenia una cambra, 29 en tenien dues, 71 en tenien tres, 129 en tenien quatre i 185 en tenien cinc o més. 319 habitatges disposaven pel capbaix d'una plaça de pàrquing. A 151 habitatges hi havia un automòbil i a 231 n'hi havia dos o més.

### Piràmide de població
La piràmide de població per edats i sexe el 2009 era:
| Homes | Edats   | Dones |
| ----- | ------- | ----- |
| 0     | 95 o +  | 0     |
| 0     | 90 a 94 | 4     |
| 8     | 85 a 89 | 8     |
| 4     | 80 a 84 | 12    |
| 20    | 75 a 79 | 12    |
| 24    | 70 a 74 | 20    |
| 24    | 65 a 69 | 28    |
| 4     | 60 a 64 | 8     |
| 20    | 55 a 59 | 12    |
| 40    | 50 a 54 | 28    |
| 40    | 45 a 49 | 36    |
| 32    | 40 a 44 | 16    |
| 36    | 35 a 39 | 28    |
| 48    | 30 a 34 | 40    |
| 52    | 25 a 29 | 36    |
| 32    | 20 a 24 | 32    |
| 40    | 15 a 19 | 32    |
| 12    | 10 a 14 | 24    |
| 52    | 5 a 9   | 24    |
| 40    | 0 a 4   | 20    |

## Economia
El 2007 la població en edat de treballar era de 703 persones, 573 eren actives i 130 eren inactives. De les 573 persones actives 550 estaven ocupades (314 homes i 236 dones) i 23 estaven aturades (8 homes i 15 dones). De les 130 persones inactives 42 estaven jubilades, 47 estaven estudiant i 41 estaven classificades com a «altres inactius».

### Ingressos
El 2009 a Saint-Romain-en-Jarez hi havia 429 unitats fiscals que integraven 1.148 persones, la mediana anual d'ingressos fiscals per persona era de 17.860 €.

### Activitats econòmiques
Dels 43 establiments que hi havia el 2007, 3 eren d'empreses alimentàries, 3 d'empreses de fabricació d'altres productes industrials, 12 d'empreses de construcció, 11 d'empreses de comerç i reparació d'automòbils, 2 d'empreses de transport, 4 d'empreses d'hostatgeria i restauració, 1 d'una empresa immobiliària, 3 d'empreses de serveis i 4 d'empreses classificades com a «altres activitats de serveis».
Dels 17 establiments de servei als particulars que hi havia el 2009, 2 eren tallers de reparació d'automòbils i de material agrícola, 2 guixaires pintors, 5 fusteries, 4 lampisteries, 1 electricista, 1 perruqueria i 2 restaurants.
Dels 3 establiments comercials que hi havia el 2009, 1 era una botiga de menys de 120 m², 1 una fleca i 1 una carnisseria.
L'any 2000 a Saint-Romain-en-Jarez hi havia 70 explotacions agrícoles que ocupaven un total de 920 hectàrees.

## Equipaments sanitaris i escolars
El 2009 hi havia 2 escoles elementals.

## Poblacions més properes
El següent diagrama mostra les poblacions més properes.